# Schema (filosofia)
Il termine schema (dal greco antico σχῆμα, "forma, aspetto, configurazione"; da un tema di ἔχω, "possiedo, ho") ha indicato diversi concetti durante la storia del pensiero filosofico; generalmente, indica la riduzione di un fenomeno complesso alla rappresentazione dei suoi componenti essenziali.
Il termine fu introdotto dai filosofi atomisti per indicare una delle qualità fondamentali che distinguono gli atomi gli uni dagli altri: la "forma" o "figura"; in particolare, le diverse forme degli atomi sarebbero responsabili della proprietà del sapore. 
Nella sua trattazione dei sillogismi, Aristotele chiamava "schema" ciascuna delle classi fondamentali dei tipi sillogistici, termine poi tradotto dai latini con "figura". Questo impiego del termine tornerà più di recente nella logica filosofica, ad indicare insieme una struttura linguistica ("template text") e la regola per utilizzarla ("side condition"), utilizzata per specificare un insieme di frasi o argomenti, dette istanze dello schema; gli schemi vengono utilizzati nella logica per specificare regole di inferenza, in matematica per descrivere teorie con un numero infinito di assiomi e nella semantica per fornire condizioni di adeguatezza per definizioni di verità. 
Nella Critica della ragion pura, Kant propone la dottrina dello "schematismo trascendentale", in cui si designa con "schema" una rappresentazione mentale che media tra le categorie puramente non-empiriche proprie dell'intelletto, e i fenomeni presenti nell'esperienza dei sensi; senza la schematizzazione, le esperienze sensibili non potrebbero essere ricondotte ad alcuna categoria di pensiero. Un esempio di schema è il numero, il quale media fra la categoria di grandezza e la concreta esperienza che i sensi hanno di quantità e numerosità.